# Liebeserklärung (Roman)
Liebeserklärung ist ein Roman von Michael Lentz. Er erschien 2003 im S. Fischer Verlag.

## Inhalt
Nach der Trennung von seiner Ehefrau – vordergründig wegen einer anderen – macht sich der Ich-Erzähler auf einer winterlichen Zugreise durch Deutschland Gedanken über die wahren Gründe des Scheiterns der Beziehung und die Liebe.

## Rezensionen
Susanne Messmer von der taz sprach von einer „bewundernswerten Eindringlichkeit“ des Textes. Das Problem, dem Liebesthema immer noch etwas Neues abzuringen, sei der Motor, der diesen „furiosen Text so beweglich“ mache. Nicole Henneberg von der Frankfurter Rundschau verglich den Roman mit Thomas Bernhards Schimpftiraden. Sie konstatiert trotz einiger „Plattitüden“, die sie auszumachen meint, eine insgesamt erotische Sprachkraft, die den Text bis zum Ende trage. Die Neue Zürcher Zeitung nannte das Werk „triumphal“ und „große Literatur“. Für Friedhelm Rathjen von der Zeit kam bei der Lektüre dagegen „großes Gähnen“ auf, nachdem ihn der Anfang des Buches noch relativ begeistert hatte.

## Einordnung
Das Buch ist der erste Roman des Dichters und Klangkünstlers Lentz.

## Sekundärliteratur
- Exkurs zu Michael Lentz. Die Liebesspracherklärung. In: Norbert W. Schlinkert: Wanderer in Absurdistan: Novalis, Nietzsche, Beckett, Bernhard und der ganze Rest. Eine Untersuchung zur Erscheinung des Absurden in Prosa. Königshausen & Neumann, Würzburg 2005. ISBN 978-3-8260-3185-4. S. 114–124. Mit Anmerkungen von Michael Lentz aus der Korrespondenz mit Norbert W. Schlinkert (in den Fußnoten).

## Einzelbeleg
1. ↑  Michael Lentz – Liebeserklärung. In: perlentaucher.de. 2003, abgerufen am 7. September 2015.